# KVV Heidebloem Dilsen

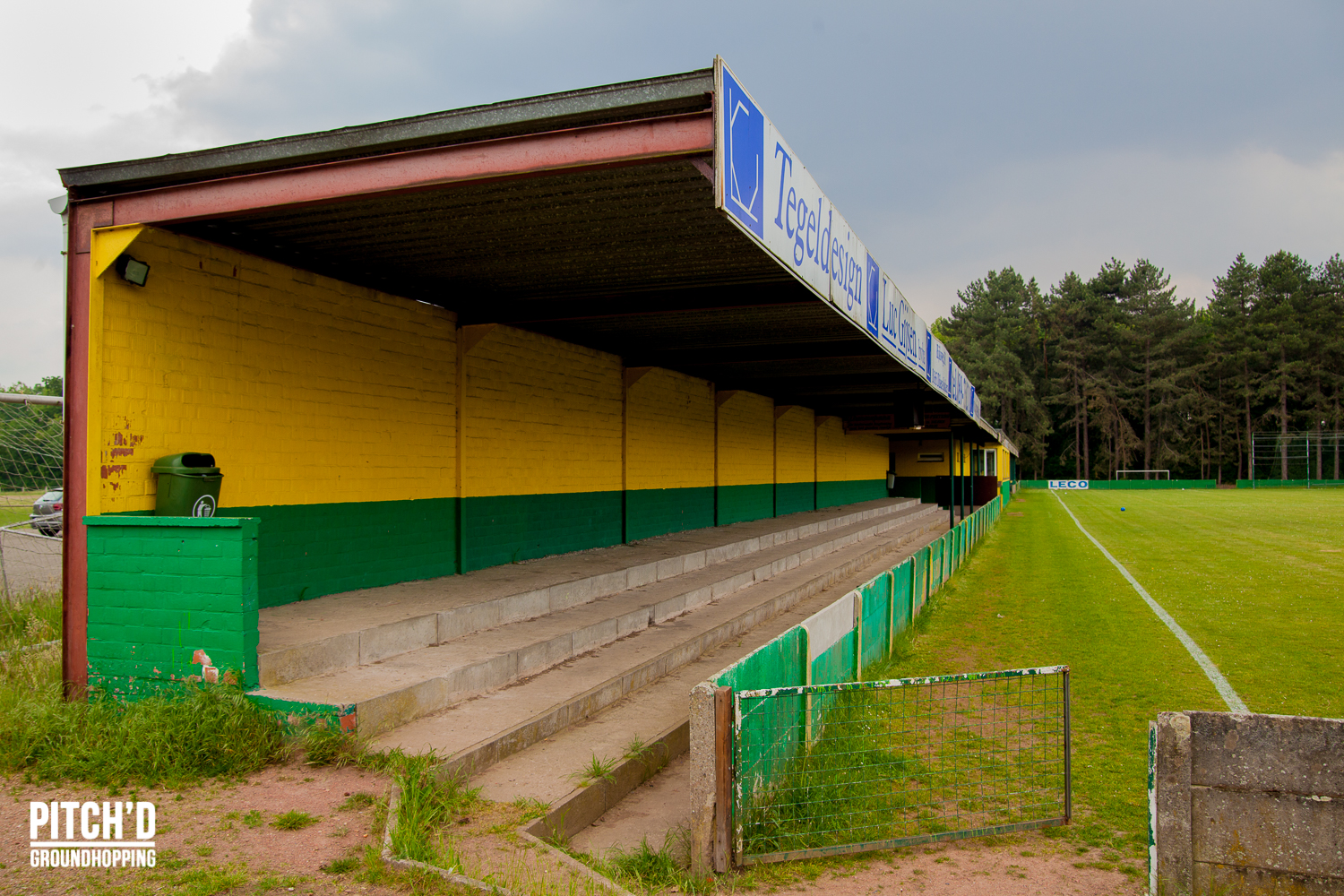
Op de Bekker stadion

KVV Heidebloem Dilsen was een Belgische voetbalclub uit Dilsen. De club was aangesloten bij de KBVB met stamnummer 2986 en had groen en geel als kleuren. De club speelde een paar jaar in de nationale reeksen, maar ging in 2000 in vereffening.

## Geschiedenis
VV Heidebloem Dilsen sloot zich in het begin van de Tweede Wereldoorlog aan bij de Belgische Voetbalbond. De club bleef een halve eeuw lang in de provinciale reeksen spelen.
In 1994 promoveerde men voor het eerst naar de nationale reeksen. Dilsen wist er zich meteen goed te handhaven in Vierde Klasse. Na een goed eerste seizoen eindigde men de volgende jaren in de middenmoot. In 1998 haalde Heidebloem Dilsen een plaats in de eindronde, maar daar verloor men al meteen van Verbroedering Denderhoutem. Een jaar later kende men meer succes en Dilsen werd met ruime voorsprong winnaar van zijn reeks. De club promoveerde zo in 1999 voor het eerst naar Derde Klasse.
Het verblijf in Derde Klasse werd echter geen succes. Heidebloem Dilsen streed er tegen degradatie, er kwam onenigheid tussen de club en de clubvoorzitter en de club raakte in financiële problemen. Er waren even fusiegesprekken met naburige clubs als Neeroeteren FC en Eendracht Club Rotem, maar deze plannen sprongen af. De club eindigde allerlaatste in zijn reeks en ging uiteindelijk in 2000 in vereffening.
Enkelen richtten kort daarna een nieuwe club op, Dilsen VV, dat zich bij de KBVB aansloot met stamnummer 9380 en van start ging in de laagste provinciale reeksen. Deze nieuwe club nam de groen-gele kleuren van Heidebloem Dilsen over en ging op de terreinen van de verdwenen club spelen. Het stadion werd als herinnering omgedoopt tot Heidebloemstadion.
In 2019 fusioneerde Dilsen VV met K. Stokkem VV en werd het K Dilsen - Stokkem VV en namen ze het stamnummer van Stokkem over, 332.